# Carte bancaire co-marquée
Les cartes co-marquées (cartes co-brandées) sont apparues fin 2007 en France. Il s'agit de carte de paiement disposant d'une co-marque en plus de celle de la banque émettrice. La carte co-marquée a des avantages particuliers lors d'achats chez la co-marque.

## Avantages client
Les cartes co-marquées ont une cotisation moins chère que celles du réseau bancaire traditionnel[pas clair], entre 15 et 30 € par an pour une carte internationale. De plus chacune propose des offres de réductions particulières.
La plupart sont associées à un crédit automatique s'appliquant à chaque paiement. Le coût d'usage de la carte peut donc se révéler très important. Des frais particuliers peuvent s'appliquer, par exemple la carte bleue Visa de Renault facture 1€ pour chaque retrait inférieur à 100€. La prudence est donc de mise[Selon qui ?].

## Exemples de produit
- MasterCard Auchan en partenariat avec la Banque Accord
- MasterCard Casino en partenariat avec la banque Groupe Casino
- MasterCard Galeries Lafayette en partenariat avec Cofinoga
- MasterCard et Gold MasterCard Carrefour en partenariat avec Pass
- MasterCard et Gold MasterCard Mousquetaire Intermarché en partenariat avec Banque Chabrières
- Visa Fiat 500 en partenariat avec Sofinco
- Visa Nouvelles Frontières en partenariat avec Franfinance
- Visa Oney en partenariat avec Banque accord, aussi connu sous le nom de Banque Accord
- Visa Orange en partenariat avec BNP Paribas
- Visa Renault en partenariat avec RCI Banque
- Visa Total en partenariat avec Sofinco
- Visa Système U en partenariat avec Soficarte
- Air France KLM American Express Silver, Gold et Platinum